# Charles Mendel
Ne doit pas être confondu avec Georges Mendel.
Charles Mendel est un éditeur français spécialisé dans le domaine de la photographie et un fabricant d'appareils photographiques, né à Paris 10e le 1er mars 1858 et mort à Paris 5e, le 28 juillet 1917.

## Biographie
Charles François Mendel a été légitimé à la suite du mariage de ses parents Joseph Mendel et Marguerite Féras, le 27 avril 1861 à Paris 6e. Il a épousé Marie Albertine Maquaire.

### Libraire, auteur d’ouvrages d’enseignement de la photographie et éditeur photographique

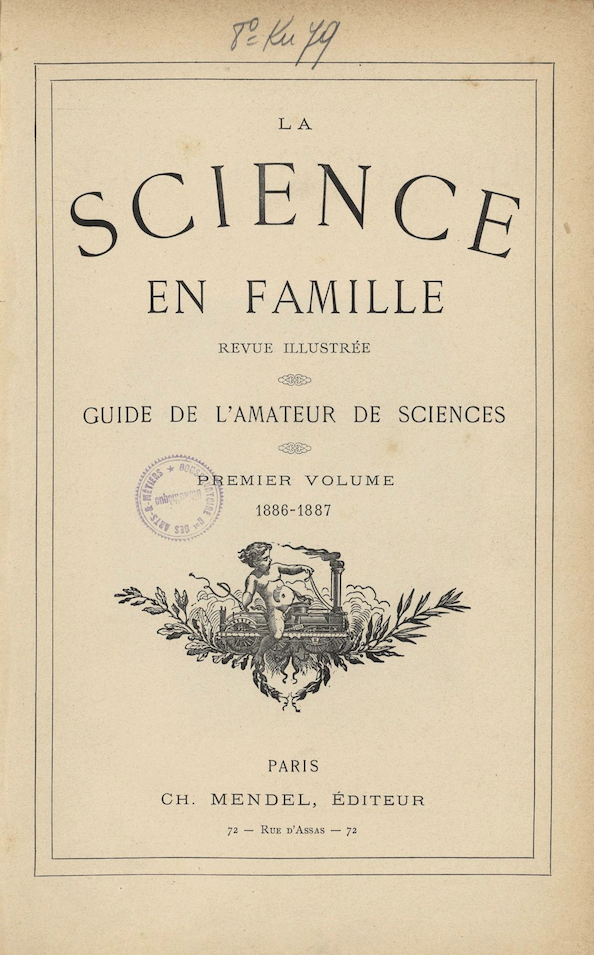
Couverture du 1er volume de La Science en famille (1887), avec la première marque commerciale de l'éditeur (Bibliothèque du Cnam).

En juillet 1886, il fonde une maison d'édition spécialisée dans les sciences amusantes et la photographie qu'il a d'abord appelée « Librairie de la science en famille » — d'après sa première revue, La Science en famille, — puis « Librairie Charles Mendel », et enfin « Charles-Mendel, Éditeur ». Son adresse se trouve d'abord au 78 rue d'Assas, puis à partir de 1889 au 118 de la même rue.
Charles Mendel est le premier éditeur français d’œuvres littéraires illustrées par la photographie, avec des collaborateurs comme Henri Magron et Paul Dujardin.

### Fabricant de chambres photographiques
Charles Mendel a fabriqué des chambres photographiques pour les formats 9 cm x 12 cm, 4’’ x 5’’ et 13 cm x 18 cm pour le studio ou le voyage.
Il fabrique des chambres stéréoscopiques, des chambres à joues...

Chambre photographique Charles Mendel, 1880

Ces appareils photographiques, tous les accessoires relatifs à la prise de vues et au développement de films et tirages, ouvrages et revues sont commercialisés dans sa Maison Charles Mendel, 118 rue d'Assas, à Paris, et diffusés grâce à son catalogue annuel et sa présence dans de nombreuses expositions internationales (listées ci-dessous).

Carte de visite de Charles Mendel à Nadar, vers 1905

## Fonctions
Charles Mendel a exercé de nombreuses fonctions, parmi lesquelles :
- Membre de la Société historique du 6e arrondissement de Paris, de 1903 à 1905[14]
- Président de la Chambre syndicale des fabricants et négociants de la photographie, de 1905 à 1908[15]
- Membre de la Société française de photographie en 1895[14],[16] jusqu'à au moins 1909[17]
- Membre de la Fédération photographique de France[14]

- Conseiller du Commerce extérieur de la France
- Expert en douanes

C’est ainsi qu’il décrit lui-même ses différentes activités.

## Expositions internationales Section photographie française
- Paris, 1889
- Chicago, 1894
- Paris, 1900 (médaille d'or[19])
- Hanoï, 1902
- Saint-Louis, 1903
- Liège, 1905
- Milan, 1906
- Londres, 1908
- Copenhague, 1909
- Buenos-Aires, 1910
- Bruxelles, 1910
- Saragosse, 1910
- Turin, 1911[20]

## Publications

### Ouvrages sur la photographie

#### Auteur
- La Photographie et ses applications. Traité pratique de photographie à l'usage des amateurs et des débutants, Paris, Librairie de la science en famille, 1890, 90 p. (lire en ligne) ; 2e édition en 1893.
- Manuel pratique et élémentaire de photographie à l'usage des débutants, Paris, aux bureaux de "Photo-revue" (coll. « Bibliothèque générale de photographie »), 1921, 112 p.

#### Éditeur

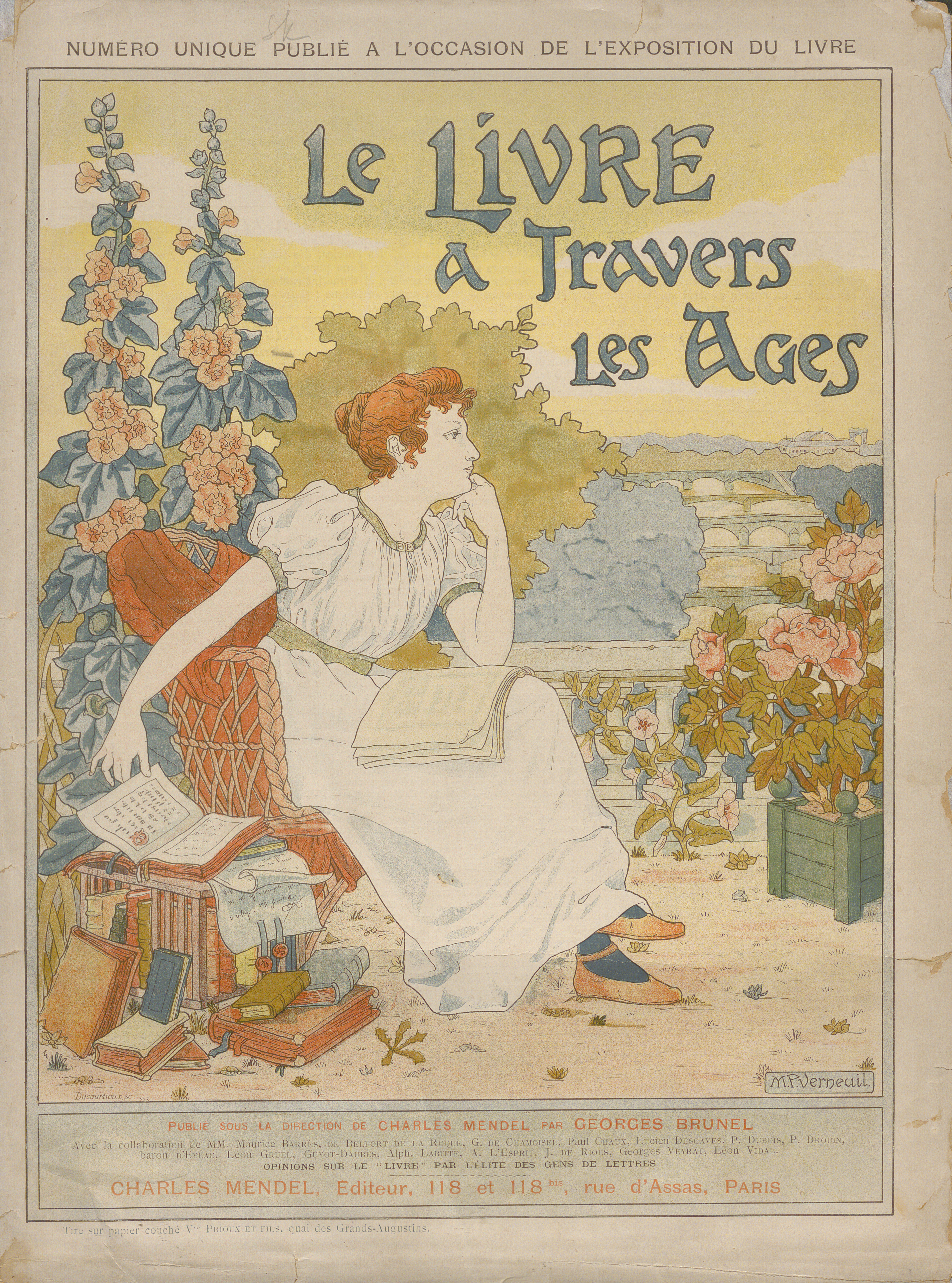
Couverture de l'album Le Livre à travers les âges (1894) destiné à l'exposition du livre au palais de l'Industrie.

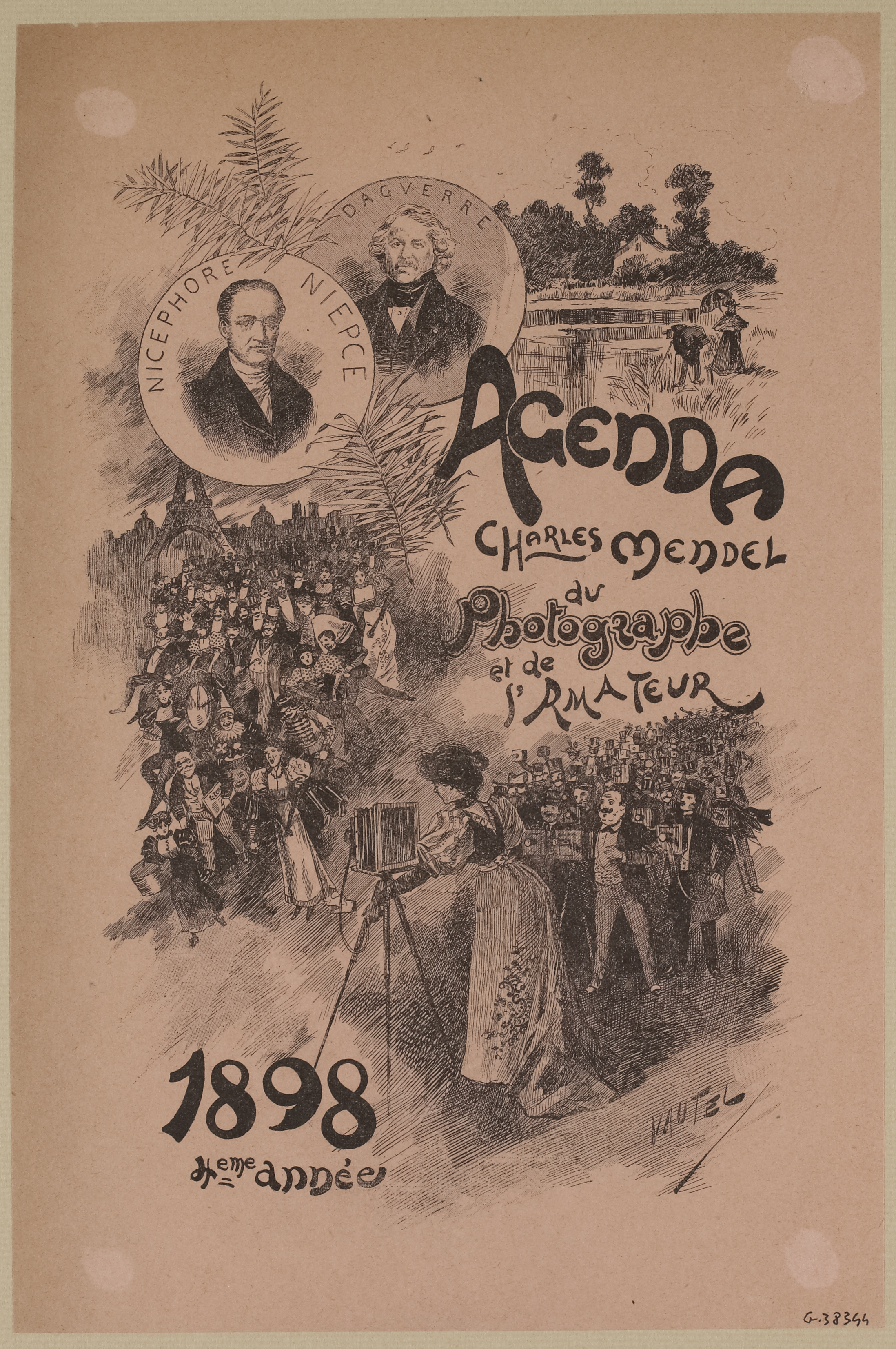
Couverture de l'Agenda (année 1898).

- Albert Bergeret et Félix Drouin, Les récréations photographiques, 1891[21].
- J. Voirin, Manuel pratique de phototypie, 40 gravures, coll. « Bibliothèque photographique de la Science en famille », 1892.
- A. Fisch, La Photographie au charbon et ses applications à la décoration du verre, de la porcelaine, du métal, du bois, de l'ivoire, des tissus, etc., 1893 — Lire en ligne.
- Georges Brunel, Maurice Barrès, Lucien Descaves et F. Drouin, Le Livre à travers les âges : numéro unique résumant l'histoire du livre depuis les origines de l'écriture, Ch. Mendel, 1894 (lire en ligne) — couverture ill. par Maurice Pillard Verneuil.
- Agenda Charles Mendel du photographe et de l'amateur de photographie, 1895 [et années suivantes] — Lire sur Gallica.
- Émile Giard, Lettres sur la photographie, spécialement écrites pour la jeunesse des écoles et les gens du monde, 1896 Lire en ligne .
- Georges Brunel, Le Kinétographe Méliès et Reulos, 1897.
- Georges Brunel, La Photographie et la projection du mouvement. Historique, dispositifs, appareils cinématographiques, 1897, 115 p.
- Ch. Finaton, Les papiers collodionnés à pellicule transférable et leurs diverses applications, 1897, 136 p. en ligne.
- Léon Arnoult, Traité d'esthétique visuelle transcendantale, 1897 en ligne.
- René Le Bègue et Paul Bergon, Art photographique. Le nu et le drapé en plein air, illustré de photographies, 1898, 45 p.
- Georges Brunel, Encyclopédie de l'amateur photographe. Les agrandissements et les projections, 1899 Lire en ligne.
- Pierre Guichard, La photographie sous-marine : étude sur l’état actuel de la question et sur les difficultés qu’elle présente, 1899, 69 p.
- Librairie technique & spéciale pour la photographie et les arts, sciences et industries qui s’y rattachent, 1900 Lire en ligne.
- Achille Delamarre, La photographie panoramique, 1900, 71 p. Lire en ligne.
- Adolphe-Louis Donnadieu, La Photographie des objets immergés, 1901.
- Louis-Philippe Clerc, La photographie pratique : exposé complet de tout ce qu'il faut savoir pour obtenir de bonnes photographies, 1902, 326 p. Lire en ligne.
- Rodolphe Archibald Reiss, La Photographie judiciaire, 1903.
- C. Chaplot, La Photographie récréative et fantaisiste : recueil de divertissements, trucs, passe-temps photographiques, 1904, VII-207 p. Lire en ligne.
- Paul Gruyer, Victor Hugo photographe, 1905, 38 p. et 42 photographies Lire en ligne.
- Les négatifs sur papier : économie, réduction du poids et du volume, commodité de classement et de conservation, suppression totale du halo, facilité de la retouche, 1907 (collection « Bibliothèque de la "Photo-Revue". Série orange », no  1) : publication d'articles parus dans Photo-Revue Lire en ligne.
- Oscar Edmond Ris-Paquot, Les clichés sur zinc en demi-teintes et au trait s'imprimant typographiquement, moyen simple et pratique pour les amateurs de les obtenir, 1908, 80 p. Lire en ligne.
- E. N. Santini et René d'Héliécourt, Les origines de la photographie, Paris, 1912, 32 p. (lire en ligne).
- Léopold Mathet, Traité de chimie photographique, 1912 (3e éd.), VIII-309 p. Lire en ligne.
- Paul Ganichot, Traité élémentaire de chimie photographique, ou Description raisonnée des diverses opérations photographiques, 1913 (2e éd.), 95 p.
- Manuel pratique et élémentaire de photographie à l'usage des débutants, 1921.

### Revues
Charles Mendel crée et dirige plusieurs périodiques consacrés à la photographie et une revue consacrée au cinéma : 
- La Science en famille. Guide de l'amateur de sciences, bimensuel illustré, deux séries, 1886-190?.
- Photo-revue : journal des amateurs de photographie, hebdomadaire, 1889-1914[22],[23].
- L'Information photographique, 1901-1914 En ligne sur Gallica.
- Revue illustrée de photographie, 1902-1903 En ligne sur Gallica.
- Photo-magazine, hebdomadaire, 1904-1914.
- Revue des sciences photographiques, 1904-1906.
- La Photographie des couleurs, mensuel, 1906-1907.
- L'Amateur photographe, mensuel, 1907.
- Cinéma-Revue : journal d'informations cinématographiques, 1911-1914[24].

## Distinctions
- Médaille d'or à l'Exposition universelle de 1900 à Paris[19]
- Officier de l'Instruction publique en 1901[25]
- Médaille d’or de la Société d'encouragement au bien (SEAB)
- Chevalier de la Légion d'honneur. Charles Mendel obtient la Légion d’honneur le 25 novembre 1911 pour son travail dans le domaine de l’édition, de la vulgarisation photographique et la fabrication d’appareils photographiques[26].